# Ленартов
Ленартов (словац. Lenartov) — село и одноимённая община в округе Бардеёв Прешовского края Словакии.

## История
Впервые упоминается в 1543 году.
В селе есть римо-католический костел св. Леонарда, построенная в 1826 году.

## Население
| Год:                | 1994 | 2004     | 2014     | 2024  |
| ------------------- | ---- | -------- | -------- | ----- |
| Количество человек: | 786  | 984      | 1100     | 1232  |
| Разница:            |      | +25,19 % | +11,78 % | +12 % |

В селе проживает 258 человек.
Национальный состав населения (по данным последней переписи населения 2001 года):
- словаки — 94,47%
- цыгане — 0,85%
- поляки — 0,21%

Состав населения по принадлежности к религии состоянию на 2001 год:
- римо-католики — 89,69%
- греко-католики — 4,25%
- православные — 0,53 %
- протестанты — 0,43 %
- не считают себя верующими или не принадлежат к одной вышеупомянутой церкви — 4,99%